# تکامل سرزمینی ایالات متحده آمریکا

نقشه متحرک تکامل سرزمینی ایالات متحده

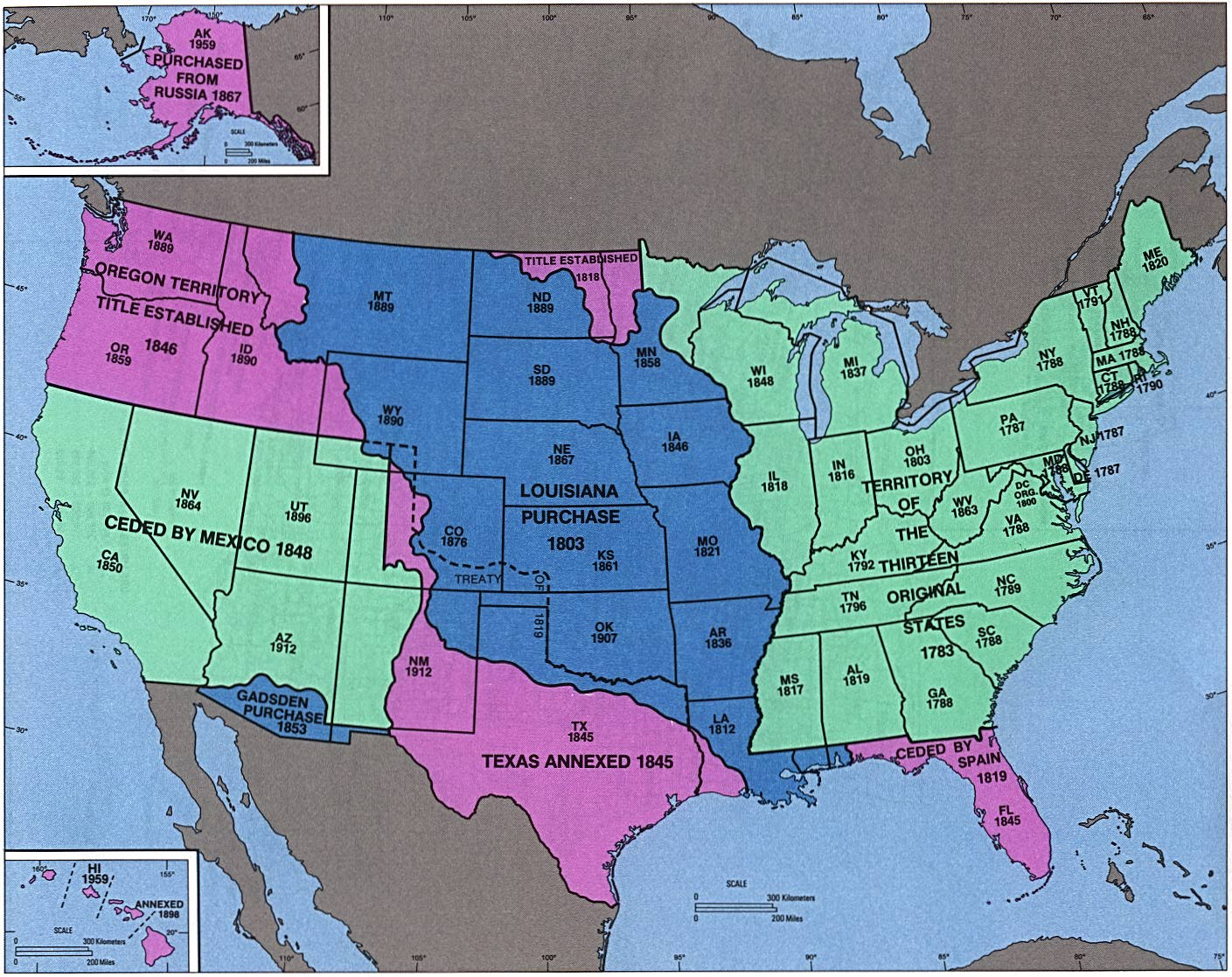
نقشه اداره سرشماری که تصرفات ارضی و تاریخ دولت داری را به تصویر می‌کشد، احتمالاً در دهه ۱۹۷۰ ایجاد شده‌است

ایالات متحده آمریکا در ۴ ژوئیه ۱۷۷۶ با اعلان استقلال سیزده مستعمره بریتانیا تشکیل شد. استقلال آنها با معاهده ۱۷۸۳ پاریس که به جنگ انقلاب آمریکا پایان داد از سوی بریتانیای کبیر به رسمیت شناخته شد. این در عمل اندازه مستعمره‌ها را که حالا دیگر با گذر از خط اعلامیه از غرب تا رودخانه میسیسیپی کشیده می‌شد دوبرابر کرد. این سرزمین به قلمروها و بعداً ایالت‌ها تقسیم شده بود، گرچه منازعاتی بین بعضی از مستعمره‌های ابتدایی بر سر برخی زمین‌های اهدایی وجود داشت. در آن زمان این زمین‌ها به حکومت فدرال واگذار شدند.
اولین توسعه بزرگ این کشور با خرید لوئیزیانا در سال ۱۸۰۳ انجام شد، که این امر قلمرو کشور را دو برابر کرد، اگرچه مرز جنوب شرقی با فلوریدا اسپانیا مورد اختلاف بسیاری بود تا اینکه در سال ۱۸۲۱ و ادعاهای اسپانیا به کشور اورگان به ایالات متحده واگذار شد کشور اورگان به ایالات متحده امکان دسترسی به اقیانوس آرام را داد، اگرچه مدتی با انگلستان مشترک بود. الحاق جمهوری تگزاس در سال ۱۸۴۵ مستقیماً به جنگ مکزیک و آمریکا منجر شد و پس از آن، ایالات متحده پیروز، نیمه شمالی خاک مکزیک را از جمله آنچه به سرعت به ایالت کالیفرنیا تبدیل شد، به دست آورد. با این حال، هرچه توسعه کشور به سمت غرب حرکت کرد، مسئله برده داری با بحث جدی دربارهٔ اینکه آیا مناطق جدید اجازه برده داری و رویدادهایی مانند مصالحه میسوری و خونریزی کانزاس را می‌دهد، مسئله برده داری اهمیت بیشتری پیدا کرد. این امر در سال ۱۸۶۰ و ۱۸۶۱ هنگامی اتفاق افتاد که دولتهای ایالتهای جنوبی جدایی خود را از این کشور اعلام کردند و ایالات موتلفه آمریکا را تشکیل دادند. جنگ داخلی آمریکا منجر به شکست کنفدراسیون در سال ۱۸۶۵ و در نهایت پذیرش مجدد ایالات در کنگره ایالات متحده شد. اعتقاد فرهنگی به سرنوشت آشکار ایالات متحده انگیزه شدیدی برای گسترش به سمت غرب در قرن نوزدهم ایجاد کرد.
گسترش این کشور به خارج از آمریکای شمالی در سال ۱۸۵۶ با تصویب قانون جزایر گوانو آغاز شد و باعث شد بسیاری از جزایر کوچک و غیر مسکونی، اما از نظر اقتصادی مهم، در اقیانوس آرام و دریای کارائیب ادعا شوند. بیشتر این ادعاها سرانجام به دلیل ادعای رقابتی سایر کشورها یا استخراج گوانو کنار گذاشته شد. گسترش اقیانوس آرام با الحاق هاوایی در سال ۱۸۹۸، پس از سرنگونی دولت آن پنج سال قبل، به اوج خود رسید. آلاسکا، آخرین خرید بزرگ در آمریکای شمالی، در سال ۱۸۶۷ از روسیه خریداری شد.
حمایت از استقلال کوبا از امپراتوری اسپانیا و غرق شدن ناو آمریکایی ماین، منجر به جنگ اسپانیا و آمریکا در سال ۱۸۹۸ شد، در این جنگ ایالات متحده گوام، پورتوریکو و فیلیپین را بدست آورد و کوبا را برای چندین سال اشغال کرد. . ساموای آمریکایی پس از پایان جنگ داخلی دوم ساموآ در سال ۱۹۰۰ توسط ایالات متحده به دست آمد. ایالات متحده در سال ۱۹۱۷ جزایر ویرجین ایالات متحده را از دانمارک خریداری کرد.گوام و پورتوریکو همچنان سرزمین‌هایی هستند. فیلیپین پس از تئاتر مهم در جنگ جهانی دوم در سال ۱۹۴۶ مستقل شد. پس از جنگ، بسیاری از جزایر توسط سازمان ملل متحد به ایالات متحده واگذار شد، و در حالی که جزایر ماریانای شمالی همچنان به عنوان قلمرو ایالات متحده باقی مانده‌اند، جزایر مارشال، ایالات فدرال میکرونزی و پالائو به عنوان کشورهای مستقل از قلمرو اعتماد ظاهر شدند. آخرین تغییر مهم بین‌المللی، تملک در سال ۱۹۰۴ و بازگشت به پاناما در سال ۱۹۷۹، در منطقه کانال پاناما، یک قلمرو بدون شرکت آمریکایی بود که کانال پاناما را کنترل می‌کرد. واگذاری نهایی کنترل رسمی منطقه در سال ۱۹۹۹ به پاناما انجام شد.
در مورد مرزهای داخلی، در حالی که سرزمین‌ها می‌توانند به شدت تغییر اندازه دهند، دولتهای مستقر به‌طور کلی مرزهای اولیه خود را حفظ کرده‌اند. فقط چهار ایالت - مین ، کنتاکی، ورمونت و ویرجینیا غربی - از سرزمین‌های مورد ادعای ایالت دیگر ایجاد شده‌اند. همه موارد دیگر از سرزمین‌ها یا مستقیماً از طریق مالکیت ایجاد شده‌اند. چهار ایالت - لوئیزیانا، میسوری، نوادا و پنسیلوانیا - با به دست آوردن قلمرو اضافی فدرال پس از پذیرش اولیه در اتحادیه، به‌طور قابل توجهی گسترش یافته‌اند. آخرین ایالت همسایه ایالات متحده، که معمولاً "پایین ۴۸" نامیده می‌شود، در سال ۱۹۱۲ پذیرفته شد. پنجاهمین و جدیدترین ایالت در سال ۱۹۵۹ پذیرفته شد.